# Oxford (Mississippi)
Oxford je město ve Spojených státech amerických. Nachází se v okrese Lafayette County, jehož je zároveň správním městem, ve státě Mississippi. Ve městě žije přibližně 25 tisíc obyvatel a jeho rozloha činí 41,1 km². Leží 121 kilometrů jihovýchodně od Memphisu v Tennessee a je 14. nejlidnatějším městem v Misssissippi. Bylo založeno v roce 1837 a pojmenováno po Oxfordu ve Velké Británii. 
S městem sousedí kampus Misssissippské univerzity, který je územím města zcela obklopen (fakticky je tak univerzita součástí města). V roce 2008 se zde konala první prezidentská debata před americkými prezidentskými volbami, v důsledku čehož ve městě pobývaly asi tři tisíce novinářů. Své sídlo zde má společnost Fat Possum Records. V oblasti, kde Oxford leží, panuje vlhké subtropické podnebí. Asi 65 % obyvatel tvoří běloši, 22 % Afroameričané, 5 % Asiaté a 5 % Hispánci.

## Rodáci
- Pepper Keenan (* 1967) – americký kytarista a zpěvák
- Arthur Guyton (1919–2003) – americký fyziolog
- Phil Cohran (1927–2017) – americký trumpetista

## Partnerská města
- Aubigny-sur-Nère, Francie